# Lucio Compagnucci
Lucio Compagnucci, né le 23 février 1996 à Buenos Aires, est un footballeur argentin. Il évolue au poste de milieu de terrain au Gimnasia y Esgrima de Mendoza.

## Carrière

### En club
Lucio Compagnucci rejoint le CA Huracán pour deux ans lors de l'été 2016.

### En sélection
Il participe au Championnat des moins de 17 ans de la CONMEBOL 2013 avec l'équipe d'Argentine des moins de 17 ans, puis au Championnat des moins de 20 ans de la CONMEBOL 2015 deux ans plus tard avec les moins de 20 ans.
Il dispute également la Coupe du monde des moins de 17 ans 2013 organisée aux Émirats arabes unis. Lors du mondial junior, il joue six matchs, inscrivant un but contre la Suède lors du match pour la troisième place.

## Statistiques
| Saison                | Club                  | Championnat           | Championnat | Championnat | Coupe(s) nationale(s) | Coupe(s) nationale(s) | Compétition(s) continentale(s) | Compétition(s) continentale(s) | Compétition(s) continentale(s) | Total | Total |
| Saison                | Club                  | Division              | M.          | B.          | M.                    | B.                    | Comp.                          | M.                             | B.                             | M.    | B.    |
| 2014                  | CA Vélez Sarsfield    | Primera División      | 1           | 0           | 0                     | 0                     | -                              | -                              | -                              | 1     | 0     |
| 2015                  | CA Vélez Sarsfield    | Primera División      | 7           | 0           | 1                     | 0                     | -                              | -                              | -                              | 8     | 0     |
| Sous-total            | Sous-total            | Sous-total            | 8           | 0           | 1                     | 0                     | -                              | -                              | -                              | 9     | 0     |
| 2016-2017             | CA Huracán            | Primera División      | 11          | 0           | 3                     | 0                     | CS                             | 1                              | 0                              | 15    | 0     |
| Sous-total            | Sous-total            | Sous-total            | 11          | 0           | 3                     | 0                     | -                              | 1                              | 0                              | 15    | 0     |
| Total sur la carrière | Total sur la carrière | Total sur la carrière | 19          | 0           | 4                     | 0                     | -                              | 1                              | 0                              | 24    | 0     |

## Palmarès
Il remporte le Championnat des moins de 17 ans de la CONMEBOL 2013 et le Championnat des moins de 20 ans de la CONMEBOL 2015 avec sa sélection.